# Jazz Forum

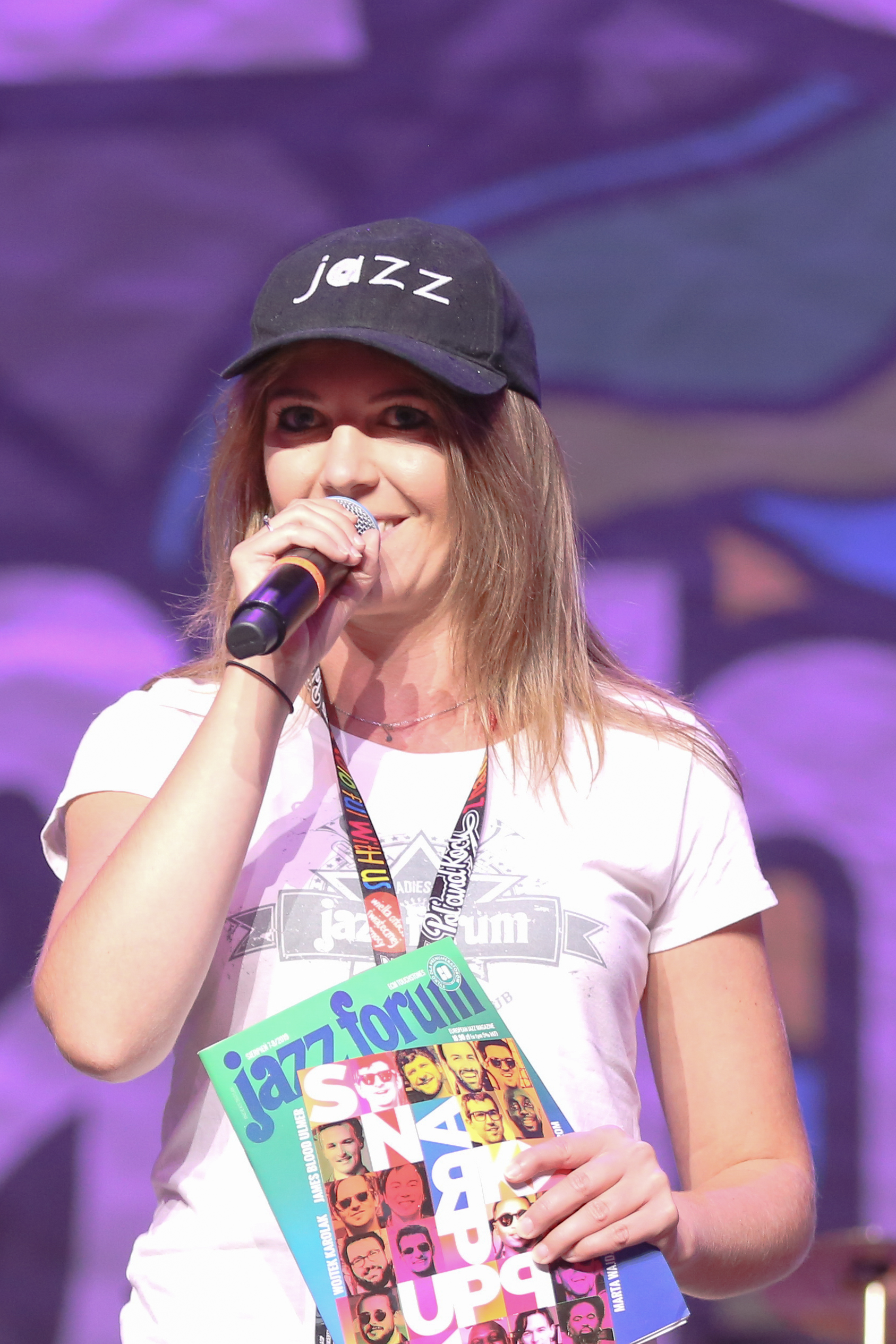
Vorstellung des Jazz Forum auf dem Pol’and’Rock Festival 2019

Jazz Forum ist eine Jazz-Zeitschrift, die von der 1964 von Jan Byrczek gegründeten European Jazz Federation in Warschau herausgegeben wurde. Sie erschien ab 1965 in einer polnischen und von 1967 bis 1989 in einer englischen Ausgabe in Warschau. Die polnische Ausgabe erscheint immer noch. Von 1976 bis 1981 erschien auch eine deutsche Ausgabe mit 16000 Exemplaren, die „wegen Zahlungsschwierigkeiten des polnischen Exporteurs aufgegeben“ werden musste.
Die Zeitschrift „verfolgte ein völlig neues inhaltliches Konzept, indem sie nicht nur über den Jazz in den USA berichtete, sondern ebenso über die Szenen West- und Osteuropas“. Aufgrund ihres Erscheinungsorts Warschau war sie „für viele Leser in Osteuropa eine leicht zugängliche Informationsquelle“ und ermöglichte es dortigen Lesern, an Informationen auch über Jazz im Westen heranzukommen.
In der deutschsprachigen Ausgabe schrieben unter anderem Joachim Ernst Berendt (der auch in der ersten englischen Ausgabe 1967 schrieb), Jürg Solothurnmann (Korrespondent für die Schweiz), Michael Zwerin, Willis Conover und Karl Lippegaus. Bert Noglik war ab 1976 ihr deutscher Korrespondent für die DDR. Die deutsche Ausgabe erschien wie die anderen Ausgaben in der Regel alle zwei Monate.(Nr. 45 bis 74) Wolfram Knauer zählte die Zeitschrift mit ihren internationalen Ausgaben zu den wichtigsten Jazzpublikationen der 1970er und 1980er Jahre.
Die European Jazz Federation – sie nannte sich später International Jazz Federation und war Mitglied im Internationalen Musikrat der UNESCO – die sie herausgab, hatte ab 1969 ihren offiziellen Sitz in Wien. Auf deutscher Seite war Joe Viera 1969 bis 1980 im Vorstand.